# Manuel Huerga

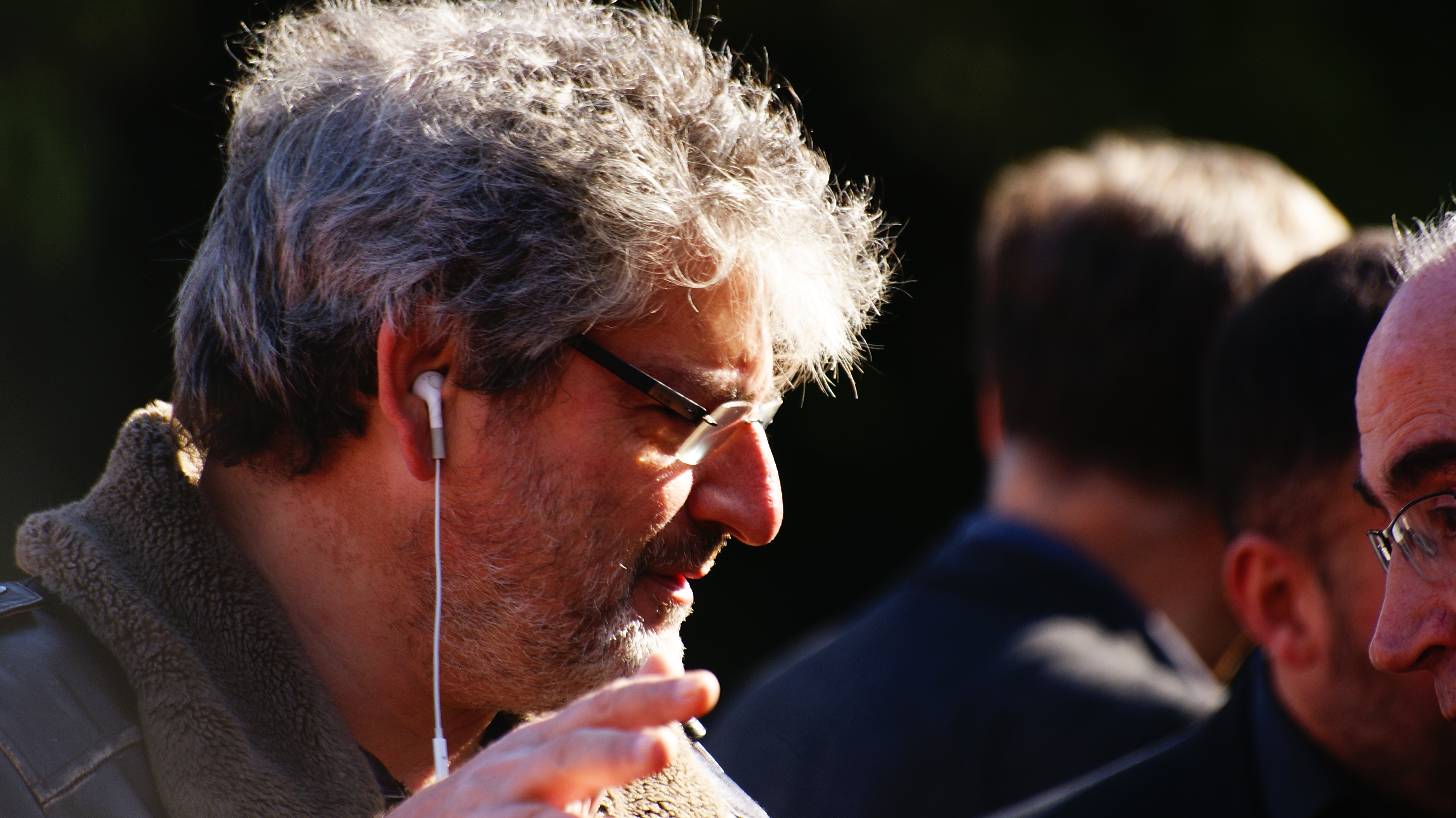
Manuel Huerga lors de la cérémonie de présentation des nommés pour les 4e prix Gaudí de cinéma

Manuel Huerga, né à Barcelone le 20 octobre 1957 est un scénariste et un réalisateur de cinéma et de télévision catalan.

## Filmographie

### Comme réalisateur
- 1986 Clip-Club (sèrie TV)
  - Episodi 1.1 (1986)
- 1986 Galeria oberta (sèrie TV)
  - Amargo (1986)
  - 1987 Fela Kuti
  - Olympia (1987)
  - Imagine (La pel·lícula) (1987)
  - Marcel Duchamp entre nosaltres, retard en vídeo (1987)
  - Sweet Disaster (1987)
- 1987 Arsenal Atlas (sèrie TV documental)
  - Atlas (1987)
  - Bombay: Paise! Paise! (1987)
  - Cairo: Ra vs. Ala (1987)
  - Cantón: Fens, yuans i renminbis (1987)
  - Delhi: Namaste (1987)
- 1989 Gaudí
- 1992 Cerimònia d'inauguració jocs olímpics Barcelona '92 (Telefilm)
- 1992 Cerimònia de clausura jocs olímpics Barcelona '92 (Telefilm)
- 1992 Les variacions Gould (documental)
- 1995 Antártida
- 1995 IX premios Goya (TV special)
- 1998 Cerimònia del centenari del Barça (Telefilm)
- 2004 The 2004 European Film Awards (Telefilm)
- 2004 Neruda en el corazón (Telefilm)
- 2005 Velvetina (vídeo) (part "Verde canalla")
- 2005 Viure un somni
- 2006 Salvador (Puig Antich)[1]
- 2008 Cara B (vídeo curt)
- 2002 VI edició de los 'Premios de la música' (Telefilm)
- 2009 Diario de un astronauta (documental)
- 2009 Un instante preciso (documental) [2]
- 2010 Operación Malaya (Minisèrie TV)
- 2010 Jordi Pujol, 80 anys (Telefilm)
- 2010 50 años de (sèrie TV)
  - Pan y circo (remix) (2010)
- 2011- 14 d'abril: Macià contra Companys

### Comme scénariste
- 1989 Gaudí
- 1992 Les variacions Gould (documental)
- 2009 Diario de un astronauta (documental)

## Prix et nominations

### Prix
- Prix Ondas 2006 : Prix Cinemania pour Salvador (Puig Antich) (2006).
- Prix Barcelona del Col·legi de Directors de Cinema de Catalunya 2006 : Meilleur réalisateur pour Salvador (Puig Antich) (2006).
- Xl Festival de Cine Espanyol de Toulouse i Midi Pyrénées, Cinespaña 2006 : Prix du public pour Salvador (Puig Antich) (2006).
- Premis Turia 2007 : Prix spécial pour Salvador (Puig Antich) (2006).
- Prix Butaca 2007 : Meilleur film catalan pour Salvador (Puig Antich) (2006).
- Prix Sant Jordi 2007 : Meilleur film espagnol pour Salvador (Puig Antich) (2006).

### Nominations
- Prix Goya du meilleur réalisateur pour Antártida (1996).
- Festival international du film de Flandre-Gand : Grand Prix pour Salvador (Puig Antich) (2006).
- Prix Goya du meilleur réalisateur pour Salvador (Puig Antich) (2007).